# Patotero sentimental
 Patotero sentimental es un tango de 1922 cuya letra pertenece a Manuel Romero en tanto la música es de Manuel Jovés. Fue estrenado por Ignacio Corsini el 12 de mayo en el marco de la obra teatral El bailarín del cabaret y ese mismo año lo grabó Carlos Gardel acompañado por los guitarristas Guillermo Barbieri y José Ricardo. La letra se refiere a un farrista que se lamenta no haberse dado cuenta del amor verdadero que le tenía una mujer a quien abandonó.

## Los autores
Manuel Jovés Torras, cuyo nombre artístico era Manuel Jovés (Manresa, Barcelona, 8 de marzo de 1886 - Buenos Aires, Argentina; 26 de octubre de 1927) fue un pianista, compositor y director español, que nacionalizado en Argentina, forjó una extensa carrera en el ambiente musical. Radicado desde 1911 en Buenos Aires (hay quienes dicen que fue en 1908) enseñó música, abrió una Academia de varieté, condujo conjuntos musicales y compuso cuplés, fados, pasodobles, valses, zambas y, sobre todo, sus inolvidables tangos. Carlos Gardel con quien trabajó en teatro, le grabó siete tangos: uno sobre  letra del comediógrafo y periodista madrileño Antonio Martínez Viérgol, Loca, y los otros seis con versos de Manuel Romero.
Manuel Romero  (21 de septiembre de 1891, Buenos Aires, Argentina - 3 de octubre de 1954) fue un comediógrafo, letrista de tango y director de cine y uno de los creadores del teatro de revista. Escribió más de 180 piezas teatrales, la primera,  Teatro breve en 1919, con la colaboración de Ivo Pelay. En 1922 dirigió su obra más conocida y exitosa, El bailarín del cabaret. Dirigió más de 50 películas en total, la mayoría de las cuales según su propio argumento y compuso la música. Logró como letrista de tango obras que continúan siendo exitosas pese al paso del tiempo, tales como Aquel tapado de armiño, Buenos Aires, La canción de Buenos Aires, Estampilla, Haragán, La muchacha del circo, Nubes de humo (Fume compadre), Polvorín, El rey del cabaret, El rosal, El Taita del Arrabal, Tiempos viejos y Tomo y obligo. También son de su autoría otras letras, hasta totalizar alrededor de 150, entre las que se encuentran La canción del camino, Dime mi amor, Isabelita, La marcha de la Armada, Quemá esas cartas, Tres recuerdos, Las vueltas de la vida y El vino triste.

## Comentarios
Patotero es el vocablo perteneciente al habla local utilizado en Argentina, Bolivia, Perú, Uruguay y Venezuela con el significado de integrante de  “pandilla de amigos, generalmente jóvenes” y, en esos países y también en  Paraguay, como perteneciente al “grupo, normalmente integrado por jóvenes, que suele darse a provocaciones, desmanes y abusos en lugares públicos.”Francisco García Jiménez opinó que los dos autores del tango

“sabían de sobra que no había patoteros “sentimentales”. Todos eran crueles; y lo son porque desgraciadamente seguirá habiendo patotas mientras haya cobardes asociados para arrogarse valentía…Pero Romero inventó uno para un tango”.

El tango se estrenó el 12 de mayo de 1922 en la obra teatral El bailarín del cabaret que Romero escribió para el actor César Ratti que encabezaba la compañía que la representó en el Teatro Apolo; como era frecuente en esa época en la obra había un cabaré y en él Ignacio Corsini se levantaba de la mesa que compartía con sus amigos y cantaba los versos de Patotero sentimental

“con tanta convicción en su canto y en su rol que sin mucho esfuerza el público se avino a convertir la imagen bárbara del patotero en la menos dura de un “seductor” desaprensivo. Después de la formidable ovación que coronó el tango, y en el primer bis, el patotero de Corsini era ya un conmovedor amante atormentado ganándose la adhesión de la sala entera.

Eduardo Giorlandini dijo que el personaje de Patotero sentimental solamente tiene inserción en determinado ambiente y es el "rey del bailongo" y es el "rey del cabaret"; no es peligroso, es sentimental está triste por haber abandonado a la mujer que lo amó de verdad, no como las minas, del cabaré limitadas al amor sexual y profesional. Sigue diciendo que habría que vincular al patotero con el farrista o garufero, aunque la farra o la garufa no siempre se identifican con patoteros.

## Grabaciones
Entre las muchas grabaciones se encuentran las de Ignacio Corsini con conjunto (Odeon, 1922) y con la orquesta de Roberto Firpo (julio de 1930 para el mismo sello); Carlos Gardel con los guitarristas de Guillermo Barbieri y José Ricardo (1922, Odeon); Francisco Spaventa y su orquesta (España, 1924); Roberto Rufino con la orquesta de Carlos Di Sarli (RCA Victor, 6 de junio de 1941) y con la de Armando Cupo (1952, Orfeo); Oscar Ferrari con la orquesta de José Basso (25 de noviembre de 1949, Odeon); Mario Pomar con Di Sarli (1953, Music Hall]]; Héctor Pacheco con la orquesta de Osvaldo Fresedo (1952, Columbia); Roberto Goyeneche y Hugo del Carril.

## En cine
Hugo del Carril canta este tango en el filme La vida es un tango que dirigió Manuel Romero.